# Фарджад-Азад, Пардис
Пардис Фарджад-Азад (азерб. Pərdis Fərcad-Azad; 12 апреля 1988, Восточный Берлин) — азербайджанский футболист, полузащитник немецкого клуба «Амед». Защищал цвета национальной сборной Азербайджана.

## Биография
Пардис Фарджад-Азад родился 12 апреля 1988 года в столице ГДР — Восточном Берлине. Футболом начал заниматься в клубе «Герта» из района Целендорф (нем. Hertha Zehlendorf).

## Клубная карьера

### Азербайджан
Переход Пардиса Фарджад-Азада в клуб азербайджанской премьер-лиги — ФК «Сумгаит», осуществился благодаря наставнику сумгаитцев — Бернхарду Раабу. Немецкий тренер приметил Пардиса во время учебно-тренировочных сборов клуба в Турции, где в одном из товарищеских матчей соперником азербайджанского АЗАЛа оказался германский «Берлинер АК 07», за который выступал Пардис. Переход состоялся спустя полгода, когда у Пардиса истёк срок контракта с берлинским клубом.

### Германия
Профессиональную карьеру футболиста начал в 2007 году с выступления в клубе Второй Бундеслиги «Карл Цейсс Йена» (нем. «Carl Zeiss Jena»). Далее выступал за клуб «ВФК Плауэн». В 2010 году Пардис вернулся в Берлин, где стал защищать цвета клуба «Берлинер АК 07»..

## Сборная Азербайджана
Переехав в 2012 году в Азербайджан и начав выступление за клуб «Сумгаит», Пардис отметился несколькими важными голами, что привлекло внимание Берти Фогтса, немецкого наставника сборной Азербайджана, пригласившего футболиста в ряды национальной команды. Немаловажную роль в трансфере сыграло и то, что бабушка футболиста родом из Баку. В национальной команде выступал под № 8.
Дебют в составе сборной Азербайджана состоялся 1 февраля 2013 года, в товарищеском матче со сборной Узбекистана, завершившимся вничью 0:0.

## Достижения
В матче XXIII тура Топаз Премьер-лиги против товузского «Турана», состоявшегося 11 марта 2013 года, Пардис Фарджад-Азад стал автором покера, забив 4 безответных мяча в ворота соперника на 6, 8, 19 и 23 минутах матча. Этот покер стал первым в футбольной карьере футболиста.